# Tenis ziemny na Letnich Igrzyskach Olimpijskich Młodzieży 2010
Tenis ziemny na Letnich Igrzyskach Olimpijskich Młodzieży 2010 – turniej tenisowy, który był rozgrywany w dniach 18–25 sierpnia 2010 roku podczas igrzysk w Singapurze. Zawodnicy zmagali się na obiektach Kallang Tennis Centre. 32 tenisistów i 32 tenisistki rywalizowało w czterech konkurencjach: singlu i deblu mężczyzn oraz kobiet.
29 czerwca 2010 roku International Tennis Federation przyjęło listy zapisowe. Każdy narodowy komitet olimpijski mógł ubiegać się o maksymalnie dwa miejsca w obu kategoriach zarówno u chłopców, jak i u dziewcząt. Dwanaście miejsc zostało przyznanych w oparciu o ranking juniorski ITF. Szesnaście miejsc zostało rozdanych na podstawie rankingu regionu, a dodatkowo cztery zostały przyznane przez MKOL ze względu na najwyższy ranking gracza. 39 państw miało swoje reprezentacje w turnieju tenisowym na igrzyskach olimpijskich młodzieży w 2010 roku.

## Harmonogram zawodów
| Singel  | 1R  | 2R  | QF  | SF  | brąz | złoto |       |
| Debel   |     | 1R  | 1R  | QF  | SF   | brąz  | złoto |
| Chłopcy | 15. | 16. | 17. | 18. | 19.  | 20.   | 21    |
| Singel  | 1R  | 1R  | 2R  | QF  | SF   | brąz  | złoto |
| Debel   | 1R  | 1R  | QF  | SF  | brąz | złoto |       |

| 1R/2R | 1. i 2. runda | QF | ćwierćfinał | SF | półfinał | brąz · złoto | mały/duży finał |

## Medale

### Chłopcy
| Konkurencja    | Złoto                      | Srebro                         | Brąz                         |
| Gra pojedyncza | Juan Sebastián Gómez       | Yuki Bhambri                   | Damir Džumhur                |
| Gra podwójna   | Oliver Golding Jiří Veselý | Wiktor Bałuda Michaił Biriukow | Filip Horanský Jozef Kovalík |

### Dziewczęta
| Konkurencja    | Złoto                     | Srebro                         | Brąz                          |
| Gra pojedyncza | Darja Gawriłowa           | Zheng Saisai                   | Jana Čepelová                 |
| Gra podwójna   | Tang Haochen Zheng Saisai | Jana Čepelová Chantal Škamlová | Tímea Babos An-Sophie Mestach |

## Klasyfikacja medalowa
| Lp.     | Państwo              | Złoto | Srebro | Brąz | Razem |
| ------- | -------------------- | ----- | ------ | ---- | ----- |
| 1.      | Chiny                | 1     | 1      | 0    | 2     |
| 1.      | Rosja                | 1     | 1      | 0    | 2     |
| –       | Drużyna mieszana     | 1     | 0      | 1    | 2     |
| 3.      | Kolumbia             | 1     | 0      | 0    | 1     |
| 4.      | Słowacja             | 0     | 1      | 2    | 3     |
| 5.      | Indie                | 0     | 1      | 0    | 1     |
| 6.      | Bośnia i Hercegowina | 0     | 0      | 1    | 1     |
| Łącznie | Łącznie              | 4     | 4      | 4    | 12    |